# Minoo Shams
Minoo Shams, född 18 maj 1963 i Ahvaz i Iran, är en iransk-svensk lärare och barnboksförfattare.
Minoo Shams kom till Sverige från Iran 1986 tillsammans med sin 6 månader gamla son. I Göteborg studerade hon sedan till förskollärare med inriktning på tvåspråkiga barn.
Shams arbetar som förskollärare och modersmålslärare i Stockholm. År 2020 debuterade hon som författare på Bonnier Carlsen bokförlag med Maryam och mormorsmålet. Boken skildrar hur det kan kännas att komma ny till ett land där det talas ett språk man inte förstår. Det finns ytterligare två böcker om Maryam och alla har illustrerats av Katarina Strömgård. År 2023 nominerades den tredje boken i serien, Maryam och svårkänslan (2022), till Nils Holgersson-plaketten.
Hon är mor till författaren Nioosha Shams.